# L'atzar i la necessitat
L'atzar i la necessitat (títol original en francès Le Hasard et la Nécessité) és un assaig del biòleg Jacques Monod publicat per primer cop a França el 1970, elaborat a partir d'una sèrie de conferències que l'autor havia pronunciat el febrer de 1969 al Pomona College de Claremont (Califòrnia) i que, al seu torn, havien estat el tema principal d'un curs al Collège de France entre el 1969 i el 1970.
El títol està inspirat en una cita atribuïda a Demòcrit, segons la qual «tot allò que existeix és fruit de l'atzar i de la necessitat».

## Sinopsi
Cinc anys després d'obtenir el Premi Nobel de Fisiologia o Medecina, Jacques Monod sorprèn la comunitat científica amb aquest controvertit assaig en què, a l'hora d'estudiar qüestions com l'abiogènesi o l'evolució, introdueix conceptes tan aparentment impropis com l'«atzar» i la «necessitat»; és a dir, planteja les implicacions metafísiques i espirituals dels grans descobriments en els camps de la biologia molecular i la genètica.